# Tieflieger

ZOX 20 Z Tieflieger mit Frontantrieb und steiler Sitzlehne

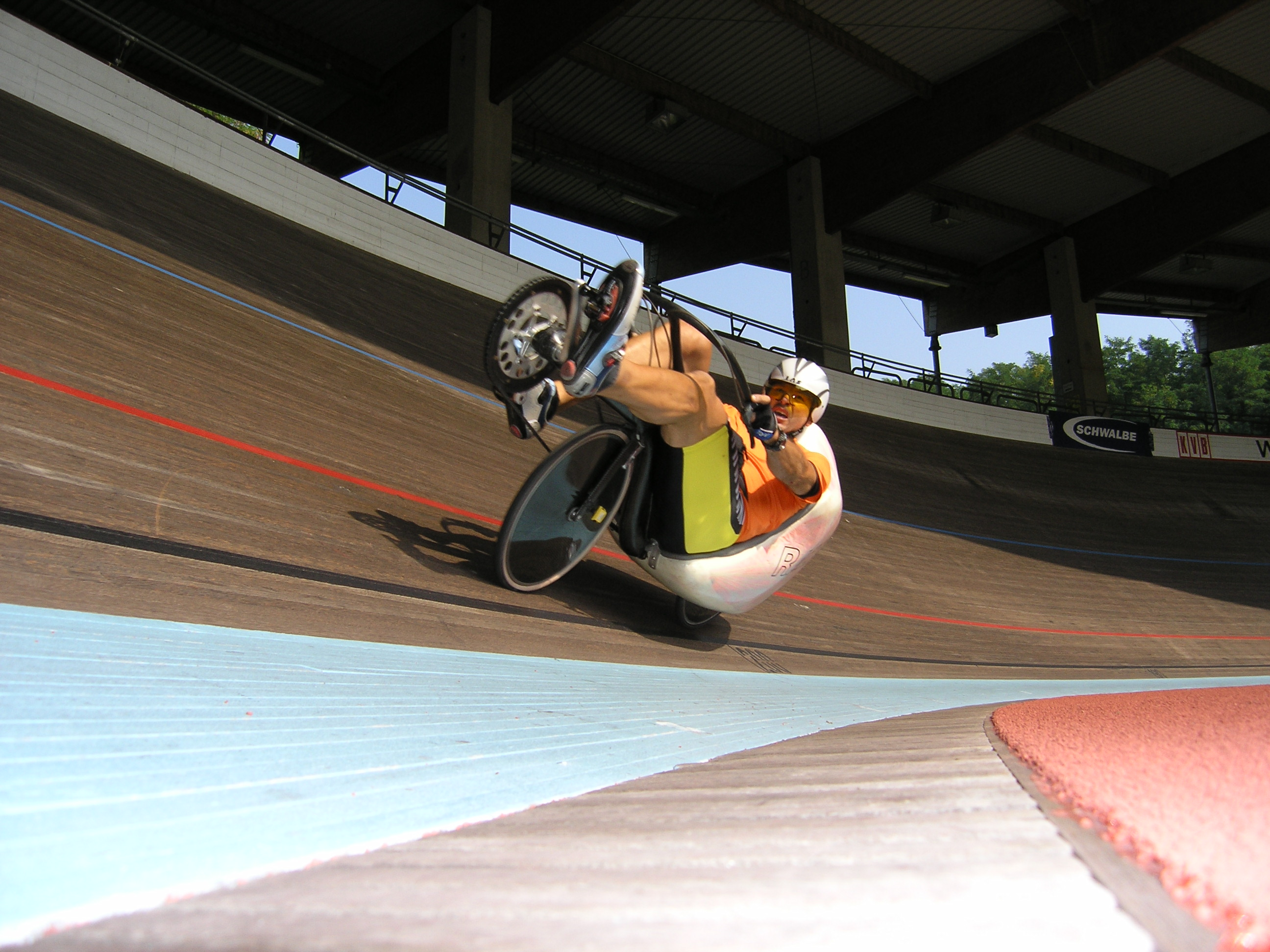
Teilverkleidetes Speedbike bei einem Zeitfahren im September 2005 auf der Kölner Radrennbahn.

Tieflieger (engl. Lowracer) und Semi-Tieflieger sind Liegefahrräder mit besonders niedriger Sitzhöhe.
Die unterste Stelle der Sitzfläche befindet sich meist weniger als 35 cm über der Straße, so dass sich der Fahrer in normaler Sitzposition mit der Hand am Boden abstützen kann und die Füße nicht von den Pedalen nehmen muss. Tieflieger dienen vor allem der schnellen Fortbewegung. Die niedrige Sitzposition und die auf Köpfhöhe angebrachte Tretkurbel ermöglichen eine besonders kleine Stirnfläche, welche den Luftwiderstand verringert. Gemäßigte Varianten mit einer Sitzhöhe von 35 bis 45 Zentimetern werden als Semi-Tieflieger bezeichnet.

## Geometrie und Variationen

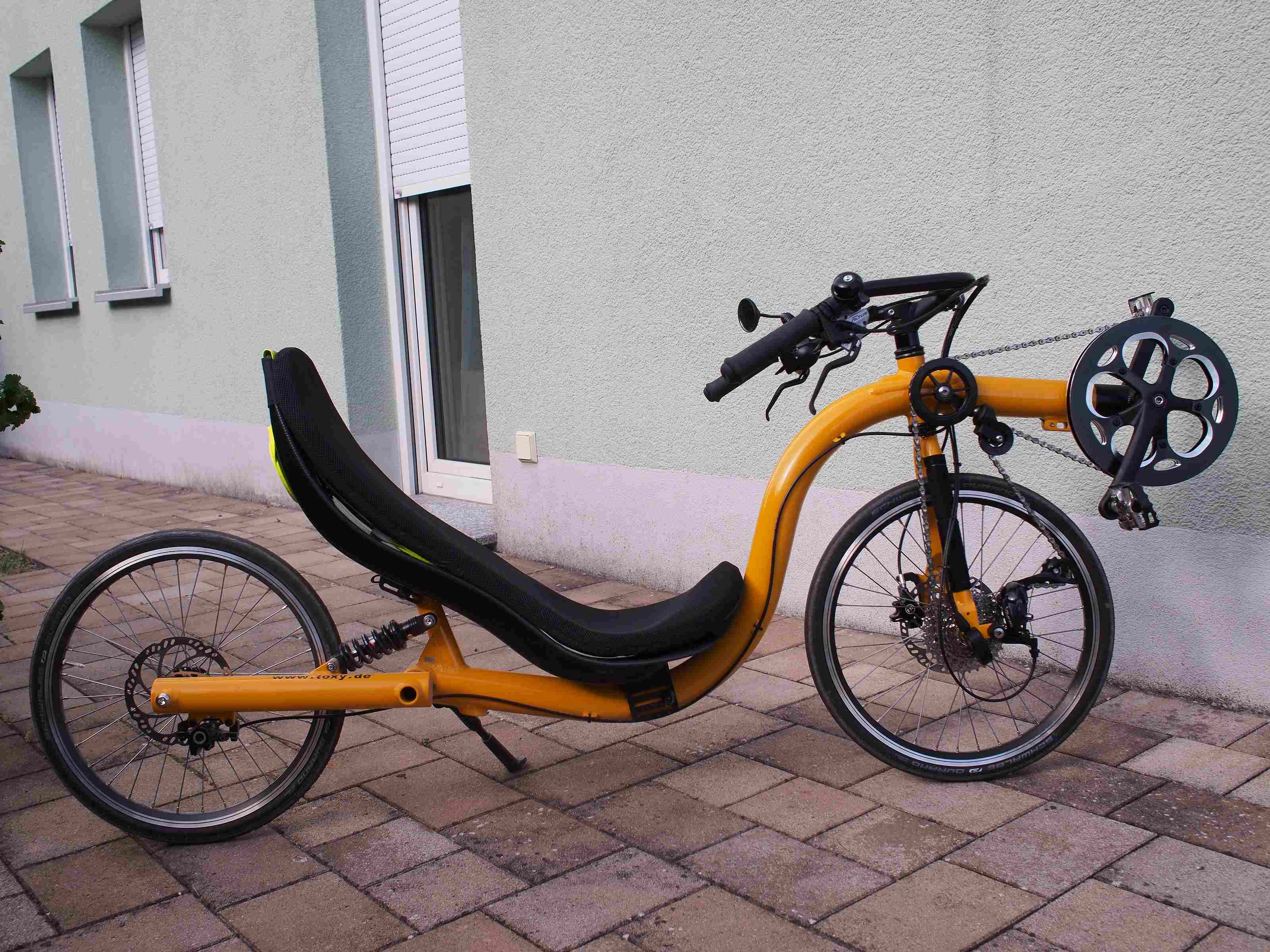
Toxy ZR mit Einarmschwinge und vorderer Kettenführung

Gemeinsam ist den meisten Tiefliegern das ganz vorne angebrachte Tretlager, sodass Tieflieger zu den Kurzliegern gehören. Das Tretlager ist oft deutlich höher positioniert als die Sitzfläche. Der Höhenunterschied wird als Tretlagerüberhöhung bezeichnet. Die Beine sind damit vor dem Körper statt weitgehend unterhalb des Körpers, was die Stirnfläche verringert und in einer guten Aerodynamik resultiert. Eine starke Tretlagerüberhöhung sorgt dafür, dass die Hüften angewinkelt sind, was nach Berichten vieler Liegeradfahrer eine gute Ergonomie bedeutet. Auch beim Fahren eines Rennrades ist die Hüfte angewinkelt, allerdings nicht durch erhöhte Beine, sondern durch einen gebeugten Oberkörper. Nachteil der Tretlagerüberhöhung ist eine beeinträchtigte Sicht nach vorne. Eine bessere Sicht nach vorne bieten daher Semi-Tieflieger, die aufgrund der etwas höheren Sitzposition eine geringere Tretlagerüberhöhung aufweisen. Der Lenker ist bei Tiefliegern oberhalb der Gabel. Dadurch sind – im Gegensatz zur Untenlenkung – die Arme vor dem Körper statt darunter, was die Aerodynamik verbessert und die Schräglagenfreiheit erhöht.
Obwohl alle Tieflieger und Semi-Tieflieger eine ähnliche Geometrie aufweisen, gibt es zahlreiche Konstruktionsunterschiede zwischen den einzelnen Modellen. Man findet:
- unterschiedliche Radgrößen, insbesondere hinten (vorne meistens 20 Zoll)
- Front- oder Hinterradantrieb
- unterschiedliche Sitzlehnenwinkel: Ein flacher Winkel (oft weniger als 25° zur Horizontalen) dient der Aerodynamik, ein steiler Sitzwinkel (bis 45°) dient einer optimierten Ergonomie und Krafteinleitung in die Tretkurbel und wird oft wie z. B. beim abgebildeten ZOX 20 Z mit extrem geringer Sitzhöhe und Frontantrieb kombiniert
- Für den Renneinsatz optimierte Tieflieger mit Carbon-Rahmen und -Gabel sowie alltagstaugliche Varianten mit Federung, Licht und Gepäckträger
- Heckverkleidungen, welche die Aerodynamik verbessern und u. U. Raum für Gepäck bieten
- Tiller-Lenker (von engl.: Tiller = Ausleger), der sich direkt vor dem Körper befindet und mit stark angewinkelten Ellbogen bedient wird oder Um-die-Knie-Lenker, der mit gestreckten Armen bedient wird.

Klassische Tieflieger mit Stahl- oder Aluminium-Rahmen wiegen zwischen 10 und 18 kg. Ultraleichtmodelle sind bei 8 kg angesiedelt.

## Praxis
Das Konzept verbindet liegeradtypische Eigenschaften wie hohe Bequemlichkeit, Sicht direkt nach vorne infolge der entspannten Kopfhaltung und erhöhte Sicherheit vor allem für den Kopf des Fahrers mit guter Aerodynamik, sehr kurzem Bremsweg und herausragendem Fahrverhalten in Kurven infolge des niedrigen Schwerpunktes.
Wie bei allen Liegerädern kann kein Wiegetritt gefahren werden, wodurch Tieflieger tendenziell – aber auch bedingt durch das in aller Regel leicht höhere Gewicht im Vergleich zu normalen Rennrädern – geringfügig langsamer klettern. Entsprechende Fahrerleistung und Entfaltung der Gangschaltung vorausgesetzt, sind sie aber auch durchaus alpentauglich. In der Ebene und bergab spielt ein Tieflieger wegen der geringeren Stirnfläche seine Vorteile aus. Bei Radmarathons oder langen Radtourenfahrten ist die große Bequemlichkeit eines Liegerades ein Vorteil.
Die Gefahr, die von Autos gegenüber Liegerädern im Vergleich zu Rennrädern ausgeht, wird von vielen praxiserfahrenen Liegeradfahrern nicht höher eingeschätzt. Der Nachteil der kleineren Silhouette, so vermutet man, wird dadurch kompensiert, dass infolge der entspannten aufrechten Kopfhaltung der Blick und damit die Wahrnehmung des Fahrers automatisch stets nach vorne gerichtet bleibt. Zudem befindet sich ggf. ein am Lenker (Obenlenker) angebrachter Rückspiegel nahe der Sichtlinie nach vorne, so dass der Fahrer auch den rückwärtigen Verkehr ständig im Auge behalten kann.

## Typische Modelle

### Heckantrieb
- Optima Baron
- M5 Lowracer
- Velokraft VK2
- Flux Z-Pro
- Zephyr
- Challenge Fujin, Jester
- Velokraft NoCom (Ultra-Tieflieger)
- Speedster FS (alltagstauglicher Rennlieger)
- TROYTEC Revolution (High Tech Carbon-Tieflieger)
- Challenge Hurricane (Semi-Tieflieger)
- Nazca Fuego (Semi)
- HP Velotechnik Speedmachine (Semi-Tieflieger)
- Flux S-Comp (Semi-Tieflieger)

### Frontantrieb
- Zox 20 Z (Bild 1)
- Toxy ZR (Bild 3)
- Barcroft Oregon
- RaptoBike Low Racer